# Delphacodes tschikoica
Delphacodes tschikoica är en insektsart som först beskrevs av Kusnezov 1929.  Delphacodes tschikoica ingår i släktet Delphacodes och familjen sporrstritar. Inga underarter finns listade i Catalogue of Life.